# Henry Braid Wilson
Henry Braid Wilson (Camden, 23 febbraio 1861 – New York, 30 gennaio 1954) è stato un ammiraglio statunitense.

## Biografia
Originario di Camden, New Jersey, Wilson si arruolò nella United States Navy nella seconda metà del XIX secolo, dove continuò a servire per oltre quarant'anni. Diplomato all'Accademia navale di Annapolis nel 1881, fu comandante della corazzata North Dakota, in seguito ricoprì gli incarichi di ispettore, ispettore senior ed infine presidente del Board of Inspection and Survey dal novembre 1913 al maggio 1916, quando gli fu affidato il comando della Pennsylvania.
Durante la prima guerra mondiale fu prima comandante della Patrol Force, in seguito della U.S. Naval Forces in Francia.
Nel primo dopoguerra fu Comandante in Capo della Atlantic Fleet, dal 1919 al 1921, e della Battle Fleet. Infine, dal 1921 al 1925 fu preside dell'Accademia navale di Annapolis. Tra i cadetti che studiarono sotto la direzione di Wilson ci furono anche i futuri ammiragli Hyman Rickover e Arleight Burke, diplomati rispettivamente nel 1922 e nel 1923. Wilson andò in pensione nel 1925, dopo 44 anni al servizio della Marina.
Morì il 30 gennaio 1954 a New York, all'età di 92 anni. Al momento della sua morte, era il più anziano ammiraglio vivente della United States Navy.
Il genero di Wilson era Patrick Jay Hurley, che ricoprì l'incarico di Segretario alla Guerra degli Stati Uniti d'America sotto l'amministrazione Hoover.

## Navi che portano il suo nome
- USS Henry B. Wilson (DDG-7)